# Municipio de Home (condado de Montcalm)
El municipio de Home (en inglés: Home Township) es un municipio ubicado en el condado de Montcalm en el estado estadounidense de Míchigan. En el año 2010 tenía una población de 2542 habitantes y una densidad poblacional de 27,17 personas por km².

## Geografía
El municipio de Home se encuentra ubicado en las coordenadas 43°26′13″N 85°1′58″O / 43.43694, -85.03278. Según la Oficina del Censo de los Estados Unidos, el municipio tiene una superficie total de 93.56 km², de la cual 93,24 km² corresponden a tierra firme y (0,33 %) 0,31 km² es agua.

## Demografía
Según el censo de 2010, había 2542 personas residiendo en el municipio de Home. La densidad de población era de 27,17 hab./km². De los 2542 habitantes, el municipio de Home estaba compuesto por el 95,67 % blancos, el 0,43 % eran afroamericanos, el 0,47 % eran amerindios, el 0,16 % eran asiáticos, el 0,71 % eran de otras razas y el 2,56 % eran de una mezcla de razas. Del total de la población el 3,78 % eran hispanos o latinos de cualquier raza.